# André Øvredal
André Øvredal, född 6 maj 1973 i den numera upplösta Os kommun, i dåvarande Hordaland fylke (nuvarande Bjørnafjordens kommun i Vestland fylke), är en norsk filmregissör och manusförfattare. Han är mest känd för att vara regissör på filmerna Trolljägaren, The Autopsy of Jane Doe, Scary Stories to Tell in the Dark och The Last Voyage of the Demeter.
Øvredal har tidigare haft filmstudier, vid amerikanska Brooks Institute of Photography i Kalifornien, där han började studera år 1996. Han har sedan år 1998 regisserat över hundra reklamfilmer, innan han slutligen fick uppdraget till att regissera långfilmen Trolljägaren, som hade biopremiär år 2010. Han agerade även som manusförfattare på denna film.

## Filmografi (i urval)
- 2010 – Trolljägaren
- 2016 – The Autopsy of Jane Doe
- 2019 – Scary Stories to Tell in the Dark
- 2020 – Mortal
- 2022 – Umma
- 2023 – The Last Voyage of the Demeter